# Purnea Airport
Purnea Airport (engelska: Purnia Airport) är en flygplats i Indien.   Den ligger i distriktet Purnia och delstaten Bihar, i den östra delen av landet, 1 100 km öster om huvudstaden New Delhi. Purnea Airport ligger 39 meter över havet.
Terrängen runt Purnea Airport är mycket platt. Runt Purnea Airport är det mycket tätbefolkat, med 1 361 invånare per kvadratkilometer. Närmaste större samhälle är Purnia, 6,7 km öster om Purnea Airport. Trakten runt Purnea Airport består till största delen av jordbruksmark.